# McVicar
McVicar, brittisk film från 1980 med Roger Daltrey i huvudrollen som bankrånaren John McVicar. Filmen som är baserad på McVicars självbiografi McVicar by himself handlar om McVicars liv som bankrånare och tiden i fängelse. Verklighetens John McVicar dömdes till 26 års fängelse men benådades 1978. Han studerade sedan sociologi och blev journalist.  
Scener ur filmen används i Infinite Mass video till låten Bullet där man samplat Roger Daltrey.
Filmens soundtrack sjungs av Roger Daltrey med låter som "Free me" och "McVicar".

## Handling
John McVicar ansågs under 1960-talet vara en av Storbritanniens farligaste brottslingar. Han dömdes till 23 års fängelse 1966 men flydde under fångtransporten. Fyra månader senare greps han av polis och fördes till Durham-fängelset. 
Filmen börjar med att John McVicar hämtas av vakterna för avfärd till säkerhetsfängelset Durham. McVicar protesterar vilt mot att han tvingas ha på sig fängelsets skor och kräver att han får han sina sneakers. Under sträng bevakning förs han till säkerhetsfängelset. Där återser han gamla vänner och tillsammans med Walter "Wally" Probyn planerar han att rymma från fängelset. Under tiden är han med om att starta ett fånguppror i fängelset varpå han hamnar i isoleringen.
McVicar och Wally gräver etappvis ur en flyktväg via fängelseduschen. Efter flykten där McVicar undkommer fängelsevakterna som tagit upp jakten får han hjälp av gamla vänner. Han återupptar också kontakten med flickvännen Sheila och sonen Russel och lever ett vanligt liv samtidigt som han rånar banker.